# Tomáš Polák
Tomáš Polák (* 24. April 1974 in Brno) ist ein tschechischer Schachspieler.

## Leben
1991 gewann Tomáš Polák die Internationale Deutsche Jugendmeisterschaft in Altensteig. Er erhielt im Jahr 2000 den Großmeistertitel. Polák siegte 2007 bei der tschechischen Meisterschaft, im Jahr 2008 hat er Silber gewonnen.
Polák siegte oder belegte vordere Plätze in mehreren Turnieren: I. Platz in Olomouc (1997), I.-III. Platz in Balaguer (2000), I.-V. Platz beim Neckar-Open in Deizisau (2001), I.-III. Platz in Split (2003), I. Platz in Split (2005), I.-II. Platz in Brno (2003, 2005), I.-III. Platz in Paks (2004) und I.-X. Platz beim ZMD Open in Dresden (2007).
Im Februar 2015 belegt er Platz 14 in der Elo-Rangliste Tschechiens.

## Nationalmannschaft
Polák nahm mit der tschechischen Nationalmannschaft an den Schacholympiaden 1998 und 2000 und der Mannschaftseuropameisterschaft 2007 teil.

## Vereine
In der tschechoslowakischen Mannschaftsmeisterschaft spielte Polák von 1990 bis 1992 für den ŠK Univerzita Brno., In der tschechischen Extraliga spielte er von 1992 bis 2000 für den ŠK Dům armády Prag, mit dem er 1996, 1997 und 1999 Meister wurde sowie 1996 und 1997 am European Club Cup teilnahm von 2000 bis 2007 für den ŠK Hagemann Opava, mit dem er 2002 und 2004 Meister wurde, von 2007 bis 2012 für den ŠK Zlín und von 2012 bis 2015 für TJ Zikuda Turnov. Von der Saison 2015/16 bis zur Saison 2017/18 spielte er für den ŠK Duras BVK, seit 2018 spielt er für Moravská Slavia Brno. In der deutschen 1. Bundesliga spielte er in der Saison 1999/2000 für den SV Werder Bremen, in der österreichischen Bundesliga von 2011 bis 2013 für den SK Zwettl. In Ungarn spielt Polák seit 2008 für Szombathelyi MÁV Haladás VSE. In der slowakischen Extraliga spielte Polák in der Saison 1992/93 für den Meister ELAI Bratislava, von 1995 bis 1999 für den ŠK Medea Martin, in der Saison 2002/03 für den ŠK Softip Rajecké Teplice, in der Saison 2008/09 für den ŠK Trenčín, von 2009 bis 2012 für den ŠK Prievidza, mit dem er 2010 Meister wurde und am European Club Cup teilnahm, in der Saison 2017/18 für Slovan Commander und seit 2018 für den ŠK AQUAMARIN Podhájska.

## Privates
Tomáš Polák ist der Sohn von Marta Poláková (geb. Sedláčková), die als Reservespielerin an der Schacholympiade der Frauen 1966 in Oberhausen teilnahm und 1967 den II.-III. Platz bei der Frauenmeisterschaft der Tschechoslowakei erreichte.